# Gonomyia serpentina
Gonomyia serpentina är en tvåvingeart som beskrevs av Alexander 1938. Gonomyia serpentina ingår i släktet Gonomyia och familjen småharkrankar. Inga underarter finns listade i Catalogue of Life.